# Le Trioulou
Le Trioulou é uma comuna francesa na região administrativa de Auvérnia-Ródano-Alpes, no departamento de Cantal. Estende-se por uma área de 5,77 km². Em 2010 a comuna tinha 104 habitantes (densidade: 18 hab./km²).